# Fed Cup de 2017
A Fed Cup de 2017 foi a 55ª edição do mais importante torneio entre países do tênis feminino.

## Grupo Mundial
Oito equipes disputaram o título em três rodadas eliminatórias.
|  |                                      |                                    |                                    |                                      |   |                                      |                             |                             |  |  |                           |                           |                           |
|  | Primeira fase 11 e 12 de fevereiro   | Primeira fase 11 e 12 de fevereiro | Primeira fase 11 e 12 de fevereiro |                                      |   | Semifinais 22 e 23 de abril          | Semifinais 22 e 23 de abril | Semifinais 22 e 23 de abril |  |  | Final 11 e 12 de novembro | Final 11 e 12 de novembro | Final 11 e 12 de novembro |
|  | Primeira fase 11 e 12 de fevereiro   | Primeira fase 11 e 12 de fevereiro | Primeira fase 11 e 12 de fevereiro |                                      |   | Semifinais 22 e 23 de abril          | Semifinais 22 e 23 de abril | Semifinais 22 e 23 de abril |  |  | Final 11 e 12 de novembro | Final 11 e 12 de novembro | Final 11 e 12 de novembro |
|  | Ostrava, Tchéquia – duro (coberto)   |                                    |                                    |                                      |   |                                      |                             |                             |  |  |                           |                           |                           |
|  |                                      |                                    |                                    |                                      |   |                                      |                             |                             |  |  |                           |                           |                           |
|  | 1                                    | Chéquia                            | 3                                  |                                      |   |                                      |                             |                             |  |  |                           |                           |                           |
|  | 1                                    | Chéquia                            | 3                                  | Tampa, Estados Unidos – saibro       |   |                                      |                             |                             |  |  |                           |                           |                           |
|  |                                      | Espanha                            | 2                                  |                                      |   |                                      |                             |                             |  |  |                           |                           |                           |
|  |                                      | Espanha                            | 2                                  |                                      | 1 | Chéquia                              | 2                           |                             |  |  |                           |                           |                           |
|  | Maui, Estados Unidos – duro          |                                    |                                    |                                      | 1 | Chéquia                              | 2                           |                             |  |  |                           |                           |                           |
|  |                                      |                                    |                                    | Estados Unidos                       | 3 |                                      |                             |                             |  |  |                           |                           |                           |
|  | 3                                    | Alemanha                           | 0                                  | Estados Unidos                       | 3 |                                      |                             |                             |  |  |                           |                           |                           |
|  | 3                                    | Alemanha                           | 0                                  |                                      |   | Minsk, Bielorrússia – duro (coberto) |                             |                             |  |  |                           |                           |                           |
|  |                                      | Estados Unidos                     | 4                                  |                                      |   |                                      |                             |                             |  |  |                           |                           |                           |
|  |                                      | Estados Unidos                     | 4                                  |                                      |   | Estados Unidos                       | 3                           |                             |  |  |                           |                           |                           |
|  | Minsk, Bielorrússia – duro (coberto) |                                    |                                    |                                      |   | Estados Unidos                       | 3                           |                             |  |  |                           |                           |                           |
|  |                                      |                                    |                                    | Bielorrússia                         | 2 |                                      |                             |                             |  |  |                           |                           |                           |
|  |                                      | Bielorrússia                       | 4                                  | Bielorrússia                         | 2 |                                      |                             |                             |  |  |                           |                           |                           |
|  |                                      | Bielorrússia                       | 4                                  | Minsk, Bielorrússia – duro (coberto) |   |                                      |                             |                             |  |  |                           |                           |                           |
|  | 4                                    | Países Baixos                      | 1                                  |                                      |   |                                      |                             |                             |  |  |                           |                           |                           |
|  | 4                                    | Países Baixos                      | 1                                  |                                      |   |                                      | Bielorrússia                | 3                           |  |  |                           |                           |                           |
|  | Genebra, Suíça – duro (coberto)      |                                    |                                    |                                      |   |                                      | Bielorrússia                | 3                           |  |  |                           |                           |                           |
|  |                                      |                                    |                                    | Suíça                                | 2 |                                      |                             |                             |  |  |                           |                           |                           |
|  |                                      | Suíça                              | 4                                  | Suíça                                | 2 |                                      |                             |                             |  |  |                           |                           |                           |
|  |                                      | Suíça                              | 4                                  |                                      |   |                                      |                             |                             |  |  |                           |                           |                           |
|  | 2                                    | França                             | 1                                  |                                      |   |                                      |                             |                             |  |  |                           |                           |                           |
|  | 2                                    | França                             | 1                                  |                                      |   |                                      |                             |                             |  |  |                           |                           |                           |

## Grupo Mundial II
Segunda divisão da Fed Cup. As equipes vencedoras vão para a Repescagem do Grupo Mundial, enquanto que as perdedoras, para a Repescagem do Grupo Mundial II.
Datas: 11 e 12 de fevereiro.
| Cidade    | Piso             | Equipe mandante | Equipe visitante | Resultado |
| --------- | ---------------- | --------------- | ---------------- | --------- |
| Moscou    | duro (coberto)   | Rússia (1)      | Taipé Chinesa    | 4–1       |
| Bucareste | duro (coberto)   | Roménia (4)     | Bélgica          | 1–3       |
| Kharkiv   | duro (coberto)   | Ucrânia         | Austrália (3)    | 3–1       |
| Forlì     | saibro (coberto) | Itália(2)       | Eslováquia       | 2–3       |

## Repescagem do Grupo Mundial
As equipes perdedoras da primeira rodada do Grupo Mundial enfrentam as vencedoras do Grupo Mundial II por um lugar na primeira divisão do ano seguinte.
Datas: 22 e 23 de abril.
| Cidade     | Piso             | Equipe mandante | Equipe visitante  | Resultado |
| ---------- | ---------------- | --------------- | ----------------- | --------- |
| Roanne     | saibro (coberto) | França (1)      | Espanha           | 4–0       |
| Moscou     | saibro (coberto) | Rússia (2)      | Bélgica           | 2–3       |
| Stuttgart  | saibro (coberto) | Alemanha (3)    | Ucrânia           | 3–2       |
| Bratislava | saibro (coberto) | Eslováquia      | Países Baixos (4) | 2–3       |

- Alemanha,  França e  Países Baixos permanecerão no Grupo Mundial em 2018.
- Bélgica foi promovida e disputará o Grupo Mundial em 2018.
- Eslováquia,  Rússia e  Ucrânia permanecerão no Grupo Mundial II em 2018.
- Espanha foi rebaixada e disputará o Grupo Mundial II em 2018.

## Repescagem do Grupo Mundial II
As equipes perdedoras do Grupo Mundial II enfrentam as vencedoras dos zonais do Grupo I - duas da Europa/África, uma da Ásia/Oceania e uma das Américas.
Datas: 22 e 23 de abril.
| Cidade    | Piso           | Equipe mandante | Equipe visitante | Resultado |
| --------- | -------------- | --------------- | ---------------- | --------- |
| Barletta  | saibro         | Itália (1)      | Taipé Chinesa    | 3–1       |
| Constança | saibro         | Roménia (2)     | Grã-Bretanha     | 3–2       |
| Zrenjanin | duro (coberto) | Sérvia          | Austrália (3)    | 0–4       |
| Montreal  | duro (coberto) | Canadá (4)      | Cazaquistão      | 3–2       |

- Austrália,  Itália e  Roménia permanecerão no Grupo Mundial II em 2018.
- Canadá foi promovida e disputará o Grupo Mundial II em 2018.
- Cazaquistão,  Grã-Bretanha e  Sérvia permanecerão nos respectivos zonais em 2018.
- Taipé Chinesa foi rebaixada e disputará o respectivo zonal em 2018.

## Zonal das Américas
Os jogos de cada grupo acontecem ao longo de uma semana em sede única, previamente definida.

### Grupo I
a) Round robin: todas contra todas em seus grupos (2);
b) Eliminatórias: primeira colocada contra primeira (a vencedora joga a Repescagem do Grupo Mundial II); última de um grupo contra penúltima de outro, e vice-versa (as perdedoras são rebaixadas para o grupo II do zonal).
Datas: 6 a 11 de fevereiro.
Repescagem de promoção
| Cidade  | Piso | Equipe 1 | Equipe 2 | Resultado |
| ------- | ---- | -------- | -------- | --------- |
| Metepec | duro | Canadá   | Chile    | 2–0       |

- Canadá disputará a Repescagem do Grupo Mundial II.
- Bolívia e  México foram rebaixadas e disputarão o Grupo II em 2018.

### Grupo II
a) Round robin: todas contra todas em seus grupos (4);
b) Eliminatórias: em dois jogos cada segmento, primeiras colocadas contra primeiras (as vencedoras são promovidas para o grupo I do zonal), segundas contra segundas (decisão do 5º ao 8º lugar) e terceiras contra terceiras (decisão do 9º ao 12º lugar).
Datas: 19 a 22 de julho.
Repescagem de promoção
| Cidade           | Piso | Equipe 1  | Equipe 2   | Resultado |
| ---------------- | ---- | --------- | ---------- | --------- |
| Cidade do Panamá | duro | Equador   | Porto Rico | 0–2       |
| Cidade do Panamá | duro | Guatemala | Peru       | 2–1       |

- Guatemala e  Porto Rico foram promovidas e disputarão o Grupo I em 2018.

## Zonal da Ásia e Oceania
Os jogos de cada grupo acontecem ao longo de uma semana em sede única, previamente definida.

### Grupo I
a) Round robin: todas contra todas em seus grupos (2);
b) Eliminatórias: primeira colocada contra primeira (a vencedora joga a Repescagem do Grupo Mundial II), segunda contra segunda (decisão do 3º e 4º lugar) e última contra última (a perdedora é rebaixada para o grupo II do zonal).
Datas: 8 a 11 de fevereiro.
Repescagem de promoção
| Cidade | Piso           | Equipe 1    | Equipe 2 | Resultado |
| ------ | -------------- | ----------- | -------- | --------- |
| Astana | duro (coberto) | Cazaquistão | Japão    | 2–1       |

- Cazaquistão disputará a Repescagem do Grupo Mundial II.
- Filipinas foi rebaixada e disputará o Grupo II em 2018.

### Grupo II
a) Round robin: todas contra todas em seus grupos (4);
b) Eliminatórias: semifinais e final em cada segmento. Primeiras colocadas contra primeiras (a vencedora é promovida para o grupo I do zonal), segundas contra segundas (decisão do 5º ao 8º lugar) e terceiras contra terceiras (decisão do 9º ao 12º lugar).
Datas: semana de 17 de julho.
Repescagem de promoção
| Cidade   | Piso | Equipe 1  | Equipe 2    | Resultado |
| -------- | ---- | --------- | ----------- | --------- |
| Duchambé | duro | Hong Kong | Uzbequistão | 2–1       |

- Hong Kong foi promovida e disputará o Grupo I em 2018.

## Zonal da Europa e África
Os jogos de cada grupo acontecem ao longo de uma semana em sede única, previamente definida.

### Grupo I
a) Round robin: todas contra todas em seus grupos (4);
b) Eliminatórias: em dois jogos cada segmento, primeiras colocadas contra primeiras (as vencedoras jogam a Repescagem do Grupo Mundial II), segundas contra segundas (decisão do 5º ao 8º lugar), terceiras contra terceiras (decisão do 9º ao 12º lugar) e últimas contra últimas (as perdedoras são rebaixadas para o grupo II do zonal).
Datas: 8 a 11 de fevereiro.
Repescagem de promoção
| Cidade  | Piso           | Equipe 1 | Equipe 2     | Resultado |
| ------- | -------------- | -------- | ------------ | --------- |
| Tallinn | duro (coberto) | Polónia  | Sérvia       | 1–2       |
| Tallinn | duro (coberto) | Croácia  | Grã-Bretanha | 1–2       |

- Grã-Bretanha e  Sérvia disputarão a Repescagem do Grupo Mundial II.
- Bósnia e Herzegovina e  Israel foram rebaixadas e disputarão o Grupo II em 2018.

### Grupo II
a) Round robin: todas contra todas em seus grupos (2);
b) Eliminatórias: primeira de um grupo contra segunda de outro, e vice-versa (as vencedoras são promovidas para o grupo I do zonal); e penúltima de um grupo contra última de outro, e vice-versa (as perdedoras são rebaixadas para o grupo III do zonal).
Datas: 19 a 22 de abril.
Repescagem de promoção
| Cidade   | Piso           | Equipe 1  | Equipe 2   | Resultado |
| -------- | -------------- | --------- | ---------- | --------- |
| Šiauliai | duro (coberto) | Eslovénia | Luxemburgo | 2–0       |
| Šiauliai | duro (coberto) | Dinamarca | Suécia     | 1–2       |

- Eslovénia e  Suécia  foram promovidas e disputarão o Grupo I em 2018.
- África do Sul e  Lituânia foram rebaixadas e disputarão o Grupo III em 2018.

### Grupo III
a) Round robin: todas contra todas em seus grupos (4);
b) Eliminatórias: em dois jogos cada segmento, primeiras colocadas contra primeiras (as vencedoras são promovidas para o grupo II do zonal), segundas contra segundas (decisão do 5º ao 8º lugar) e terceiras contra terceiras (decisão do 9º ao 12º lugar).
Datas: 12 a 17 de junho.
Repescagem de promoção
| Cidade   | Piso   | Equipe 1 | Equipe 2  | Resultado |
| -------- | ------ | -------- | --------- | --------- |
| Chișinău | saibro | Grécia   | Finlândia | 2–0       |
| Chișinău | saibro | Chipre   | Moldávia  | 0–2       |

- Grécia e  Moldávia foram promovidas e disputarão o Grupo II em 2018.